# 망원동
망원동(望遠洞)은 대한민국 서울특별시 마포구에 속한 법정동이다.

## 개요
망원동의 동명은 조선시대의 정자인 망원정(望遠亭)에서 유래한다. 망원동은 한강을 이웃하고 있어 1990년대 초까지만 해도 서울특별시의 상습 침수 지역 중 하나였다. 이런 이유 때문에 개발도 상대적으로 덜 돼 망원동은 인근 합정동과 상암동에 비해 노후 주택이 많은 편이다. 2002년 월드컵이 개최된 서울월드컵경기장 인접지역이다.
- 1867년: 육전조례, 한성부 북부 연희방 망원정(望遠亭) 1·2·3계
- 1895년 5월 26일: 칙령 제98호, 한성부 북서 연희방 망원정계 월사동, 정자동계 정자동
- 1911년 4월 1일: 경기도령 제3호, 경기도 고양군 연희면 망원동
- 1914년 4월 1일: 경기도령 제3호, 경기도 고양군 연희면 망원리(望遠里)
- 1936년 4월 1일: 조선총독부령 제8호 및 경기도고시, 경성부 망원정(望遠町)
- 1943년 6월 10일: 조선총독부령 제163호, 경성부 서대문구 망원정
- 1944년 10월 23일: 조선총독부령 제350호, 경성부 마포구 망원정
- 1946년 10월 1일: 서울특별시 마포구 망원동(望遠洞)

## 법정동
- 망원동

## 교육
- 서울망원초등학교
- 서울동교초등학교

## 아파트
| 단지명             | 건설사       | 시행사                      | 주소                 | 입주        | 비고             |
| ------------------ | ------------ | --------------------------- | -------------------- | ----------- | ---------------- |
| 마포 한강 아이파크 | 현대산업개발 | 망원1주택재건축정비사업조합 | 마포구 희우정로 77   | 2019년 8월  | 망원1구역 재건축 |
| 망원대림 1차       | ㈜삼호       | 대림산업                    | 마포구 망원로2길 103 | 2002년 10월 |                  |
| 망원대림 2차       | ㈜삼호       | 대림산업                    | 마포구 망원로1길 27  | 2002년 12월 |                  |